# Olaf I van Denemarken
Olaf I Hunger (ca. 1050 - 1095) was koning van Denemarken van 1086 tot 1095. Hij volgde zijn broer Knoet IV op. Hij was ook hertog van Sleeswijk (1058-1095).
Olaf was een zoon van koning Sven Estridson en huwde met Ingegerd van Noorwegen.
Zijn regeerperiode werd gekenmerkt door enkele jaren van misoogsten, wat hem zijn bijnaam Hunger (Deens voor "honger") opleverde.
Hij stierf in 1095 onder mysterieuze omstandigheden. Aanhangers van zijn vermoorde voorganger Knoet IV beweerden dat de hongersnood een straf was van God. Olaf en zijn broers Ubbe, Harald en Niels behoorden aanvankelijk tot een politieke beweging die oppositie voerden tegen koning Knoet IV en aanhangers van die koning beschuldigden hem dus graag van de hongersnood. Sommige historici beweren dat Olaf zelfmoord heeft gepleegd.
Gorm · Harald I · Sven I · Harald II · Knoet II · Knoet III · Magnus I · Sven II · Harald III · Knoet IV · Olaf I · Erik I · Niels · Erik II · Erik III · Sven III · Knoet V · Waldemar I · Knoet VI · Waldemar II · Erik IV · Abel · Christoffel I · Erik V · Erik VI · Christoffel II · Waldemar III · Christoffel II · Waldemar IV · Olaf II · Margaretha I · Erik VII · Christoffel III · Christiaan I · Johan · Christiaan II · Frederik I · Christiaan III · Frederik II · Christiaan IV · Frederik III · Christiaan V · Frederik IV · Christiaan VI · Frederik V · Christiaan VII · Frederik VI · Christiaan VIII · Frederik VII · Christiaan IX · Frederik VIII · Christiaan X · Frederik IX · Margrethe II · Frederik X
- Gemeinsame Normdatei: 1020595817
- Virtual International Authority File: 232722423